# Touggourt
Touggourt (in arabo تقرت) è un comune della provincia omonima, situata a 160 km a nord-est di Ouargla, 225 km a sud di Biskrae a circa 600 km a sud-est di Algeri.

## Geografia fisica
La città di Touggourt è un'oasi del nord del Sahara algerino.
Touggourt è la città più grande della regione di Oued Righ, che comprende anche le città di M'Rara, Djamaa, El M'Ghair e Temacine. Questa regione è un importante centro commerciale e turistico e conta circa 120 000 abitanti.

### Trasporti
Touggourt è servito da un aeroporto situato a 9 km a sud-est della città.
La città dispone di una stazione ferroviaria, capolinea delle ferrovie del sud-est algerino.
Diversi taxi e varie linee di autobus formano la rete di trasporti urbani della città.

## Toponimi
Touggourt è una parola amazigh che significa le porte.

## Storia

Stemma durante l'occupazione francese

Touggourt ebbe importanza nel passato come nodo commerciale per i commerci trans-sahariani. Inoltre, la città fu il quartier generale della dinastia dei Beni Djellab (i re di Beni Djellab). Prima della colonizzazione francese del XIX secolo questa dinastia governò la regione dal 1414 al 1854.
La città dell'oasi fu il punto di partenza del primo progetto di spedizione motorizzata attraverso il Sahara condotto da André Citroën nel dicembre 1922. Louis Audouin-Dubreuil, Georges-Marie Haardt con un team di 10 persone, a bordo di 5 Citroën-Kégresse semicingolate, riuscirono a raggiungere Timbuctù in soli 21 giorni. Al centro di Touggourt una stele ricorda quest'impresa.

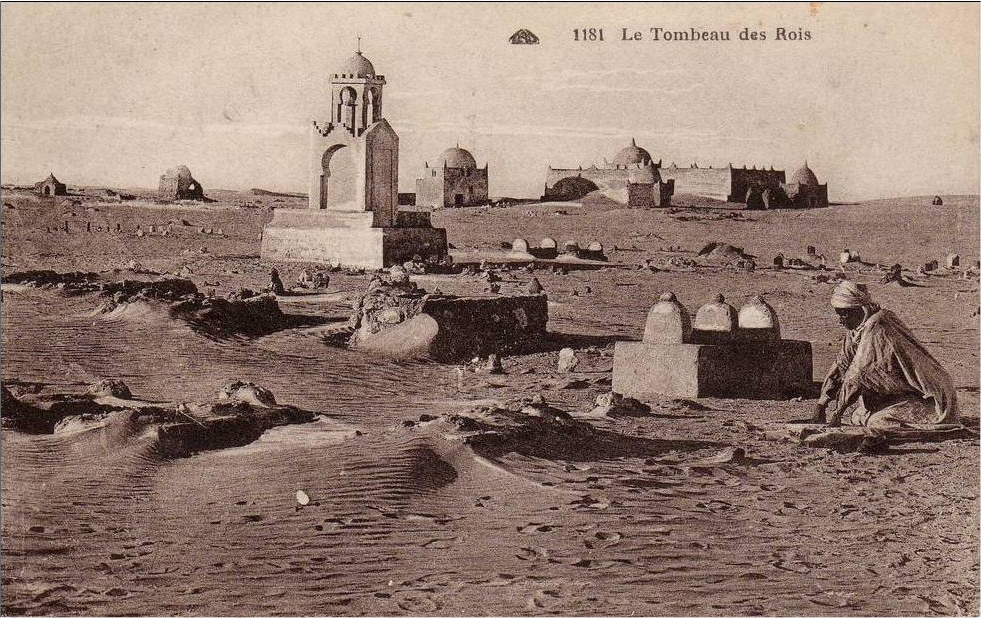
La Tomba dei re a Touggourt

## Popolazione
La popolazione è composta da differenti tribù, come la Ouled Nami, assai popolare in Algeria, e l'Ouled Djari, di derivazione ebraica.

## Vita quotidiana

### Sport
Il club NRB Touggourt è la squadra di football più popolare della città.